# Хімічний завод у Бадалоні
Хімічний завод у Бадалоні — колишній виробничий майданчик на північному сході Іспанії.
Заснована в 1817 році Francisco Cros y Compañía почала свою діяльність з майданчику у Сантс на південно-західних околицях Барселони (наразі Сантс увійшов у межі цього міста). Фабрика випускала різноманітні хімічні продукти, як то соляна кислота, хлорид олова, сульфатна кислота, сульфат заліза, сульфат міді, нітратна кислота, нітрат свинцю.
У 1872-му виробництво перенесли до приморського містечка Бадалона, що сусідить з Барселоною з півночі.
На початку 20 століття в Іспанії почався бум виробництва фосфорного добрива — суперфосфату, чому сприяла географічна близькість до фосфоритів Північної Африки та великий ресурс піритів в іспанській провінції Уельва (шляхом спалювання піритів отримували сульфатну кислоту, за допомогою якої в подальшому розкладали фосфорити з отриманням суперфосфату). Одним з перших за цю діяльність узявся власник заводу в Бадалоні, для чого в 1904-му створили акціонерне товариство SA Cros, що за наступні три десятиліття запустило чи придбало більш як десяток заводів суперфосфату по всій Іспанії.
Станом на 1926-й майданчик, окрім суперфосфату, й далі випускав соляну, сульфатну та нітратну кислоти, сульфат міді та сульфат натрію. Для потреб виробництва за цей рік спожили 46 тисяч тонн фосфоритів (окрім Північної Африки, також здійснювались закупівлі у США), 31 тисячу тонн піритів, 950 тонн міді та 2050 тонн хлориду натрію.
Станом на середину 1950-х проєктна потужність майданчика становила 140 тисяч тонн суперфосфату на рік.
На початку 1960-х років завод узявся за продукування ще одного виду добрив — сульфату калію.
У 1987-му завод у Бадалоні закрили з екологічних міркувань. На той час він продукував сульфатну кислоту, сульфат калію та хелати.
Наразі на місці колишнього хімічного заводу облаштована гавань для яхт.